# Kołczygłowy (gmina)
Pour la localité, voir Kołczygłowy.
Kołczygłowy est une gmina rurale du powiat de Bytów, Poméranie, dans le nord de la Pologne. Son siège est le village de Kołczygłowy, qui se situe environ 22 km au nord-ouest de Bytów et 93 km à l'ouest de la capitale régionale Gdańsk.
La gmina couvre une superficie de 173,34 km2 pour une population de 4 321 habitants.

## Géographie
La gmina inclut les villages de Barkocin, Barnowiec, Barnowo, Barnowski Młyn, Darżkowo, Dobojewo, Gałąźnia Mała, Gałąźnia Wielka, Gęślice, Górki, Grępno, Jasionka, Jezierze, Klęskowo, Kołczygłówki, Kołczygłowy, Laski, Łobzowo, Łubno, Miłobądź, Nowa Jasionka, Nowe Łubno, Podgórze, Przyborze, Pustka, Radusz, Różki, Sierowo, Świelubie, Wądół, Wierszynko, Wierszyno, Witanowo, Zagony et Zatoki.
La gmina borde les gminy de Borzytuchom, Dębnica Kaszubska, Miastko, Trzebielino et Tuchomie.